# Пыжицкий повет
Пыжицкий повет (пол. Powiat pyrzycki) — повет (район) в Польше, входит как административная единица в Западно-Поморское воеводство. Центр повета — город Пыжице. Занимает площадь 725,71 км². Население — 40 211 человек (на 31 декабря 2015 года).

## Административное деление
- города: Липяны, Пыжице
- городско-сельские гмины: Гмина Липяны, Гмина Пыжице
- сельские гмины: Гмина Белице, Гмина Козелице, Гмина Пшелевице, Гмина Варнице

## Демография
Население повета дано на 31 декабря 2015 года.
| Перепись            | Всего | Мужчины | Женщины |
| ------------------- | ----- | ------- | ------- |
| Всего               | 40211 | 20140   | 20071   |
| Городское население | 16775 | 8171    | 8604    |
| Сельское население  | 23436 | 11969   | 11467   |